# L'Érable et Juliana
Pour plus de détails, voir Fiche technique et Distribution.
L'Érable et Juliana (Javor a Juliana) est un film tchécoslovaque réalisé par Štefan Uher, sorti en 1973. Il est basé sur un conte folklorique local,.

## Synopsis
Une jeune fille est transformée en érable par sa mère colérique. Alors que trois musiciens errants, vivant dans la pauvreté, passent près de l'arbre, ils décident d'utiliser son bois pour fabriquer des instruments. Cependant, leurs créations semblent maudites et là où ils passent, passe la mort. Ils décident de se débarrasser de ces instruments maléfiques, mais n'y parviennent pas. Le seul moyen pour qu'ils disparaissent serait de les enterrer à l'emplacement de l'arbre.

## Fiche technique
- Titre : L'Érable et Juliana[3]
- Titre original : Javor a Juliana
- Réalisation : Štefan Uher
- Scénario : Alfonz Bednár
- Musique : Ilja Zeljenka
- Photographie : Stanislav Szomolányi
- Montage : Maximilián Remen
- Société de production : Studio Hraných Filmov Bratislava
- Pays :  Tchécoslovaquie
- Genre : Drame et fantastique
- Durée : 89 minutes
- Dates de sortie : 
  -  Tchécoslovaquie : 2 mars 1973

## Distribution
- Martin Huba : un musicien
- Juraj Kukura : un musicien
- Gustáv Valach : un musicien
- Peter Gazo : le jeune homme
- Margita Mazalova : une mère
- Elena Volková : une mère
- Emília Doseková : une mère
- Mária Markovicová : une mère
- Hana Kováciková : Miller
- Zuzana Kocúriková : Anicka
- Darina Janecová : Anicka
- Beata Drotárová : Juliana
- Anna Blazková : Hanicka
- Július Vašek : un soldat
- Ivan Palúch : Janícko
- Milan Backo : Saso
- František Bubik : un vieux chanteur